# Gnorimus variabilis
Gnorimus variabilis là một loài bọ cánh cứng trong họ Bọ hung (Scarabaeidae).

## Hình ảnh

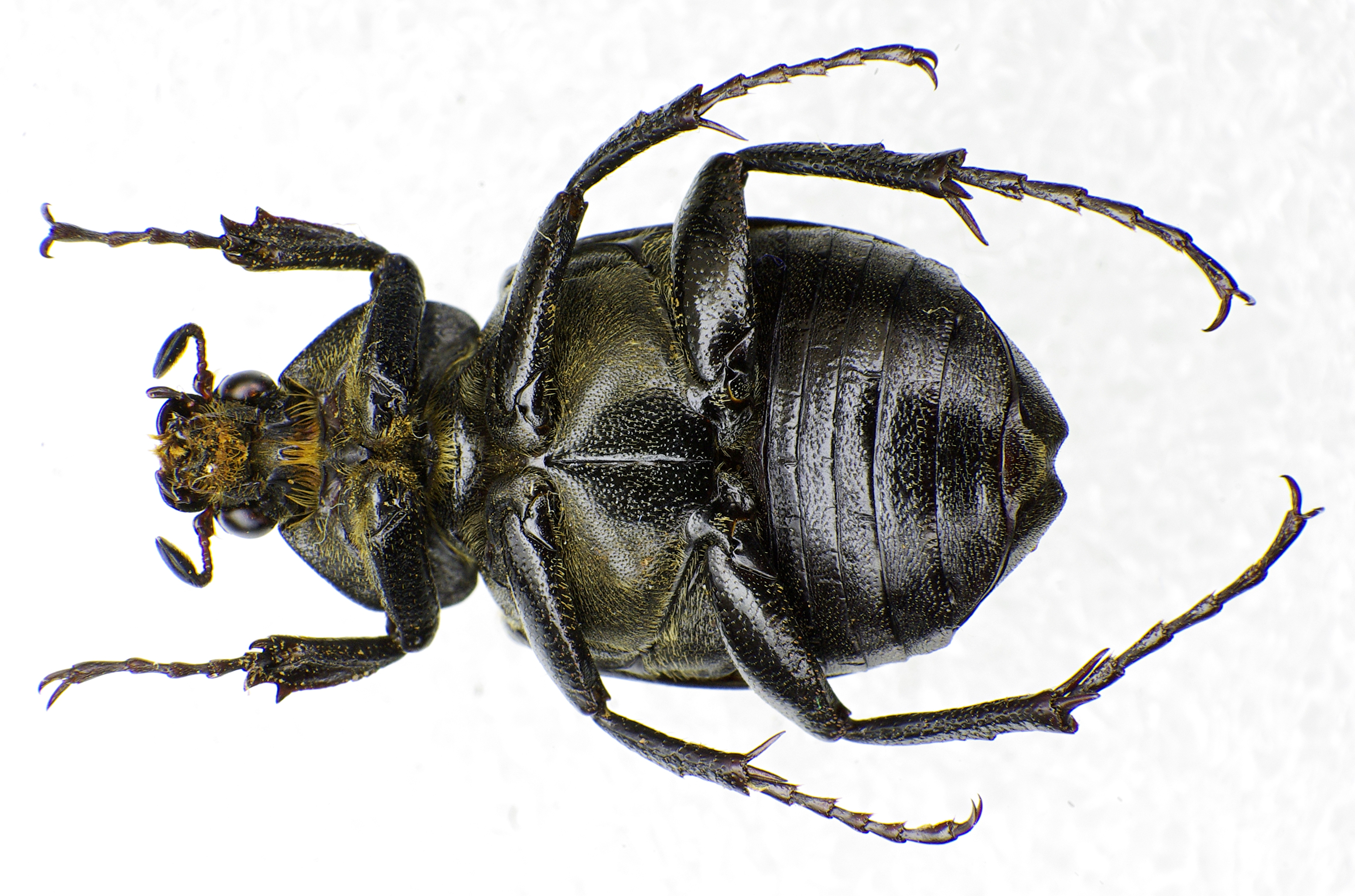
Underside of female
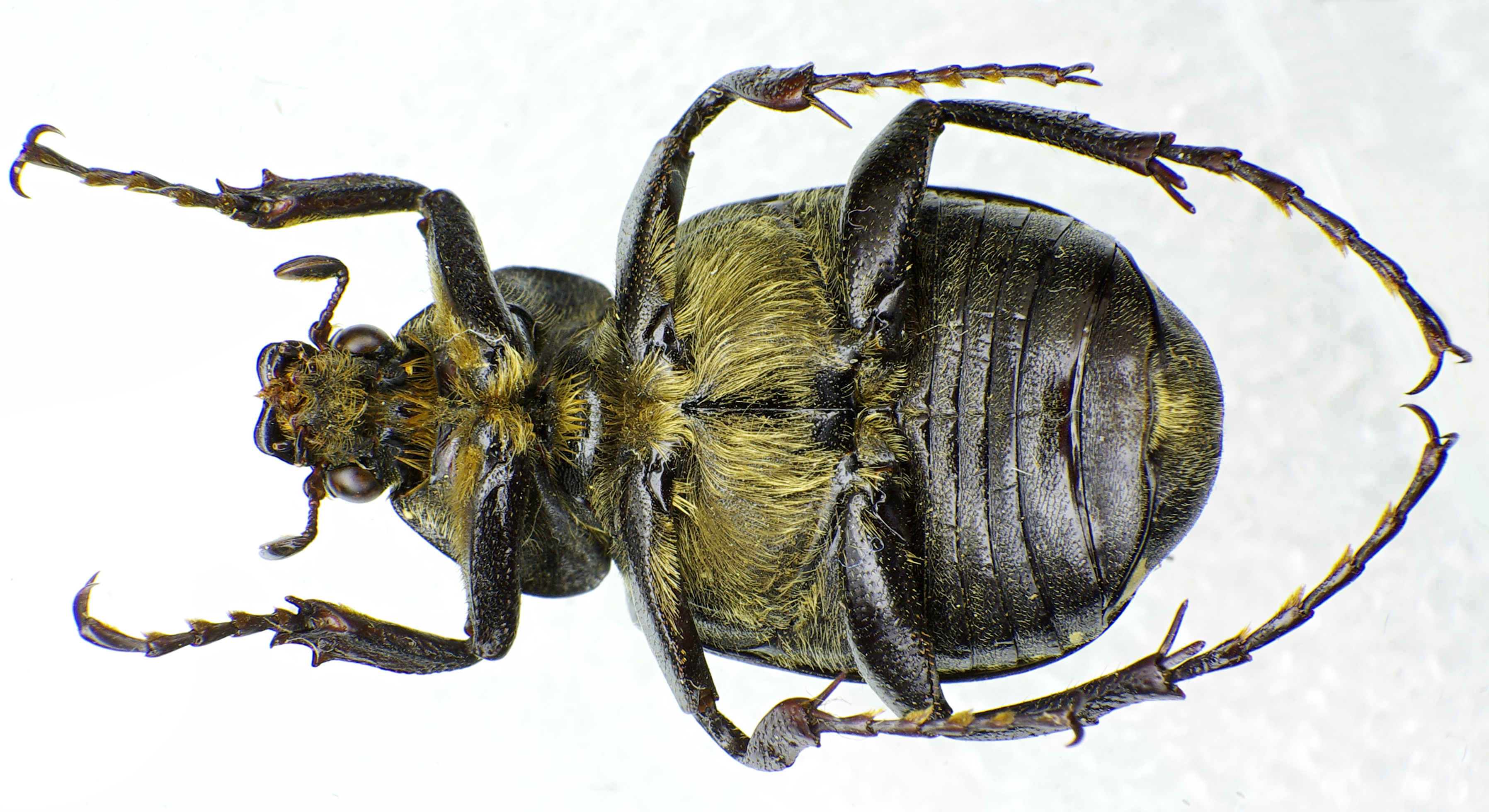
Underside of male
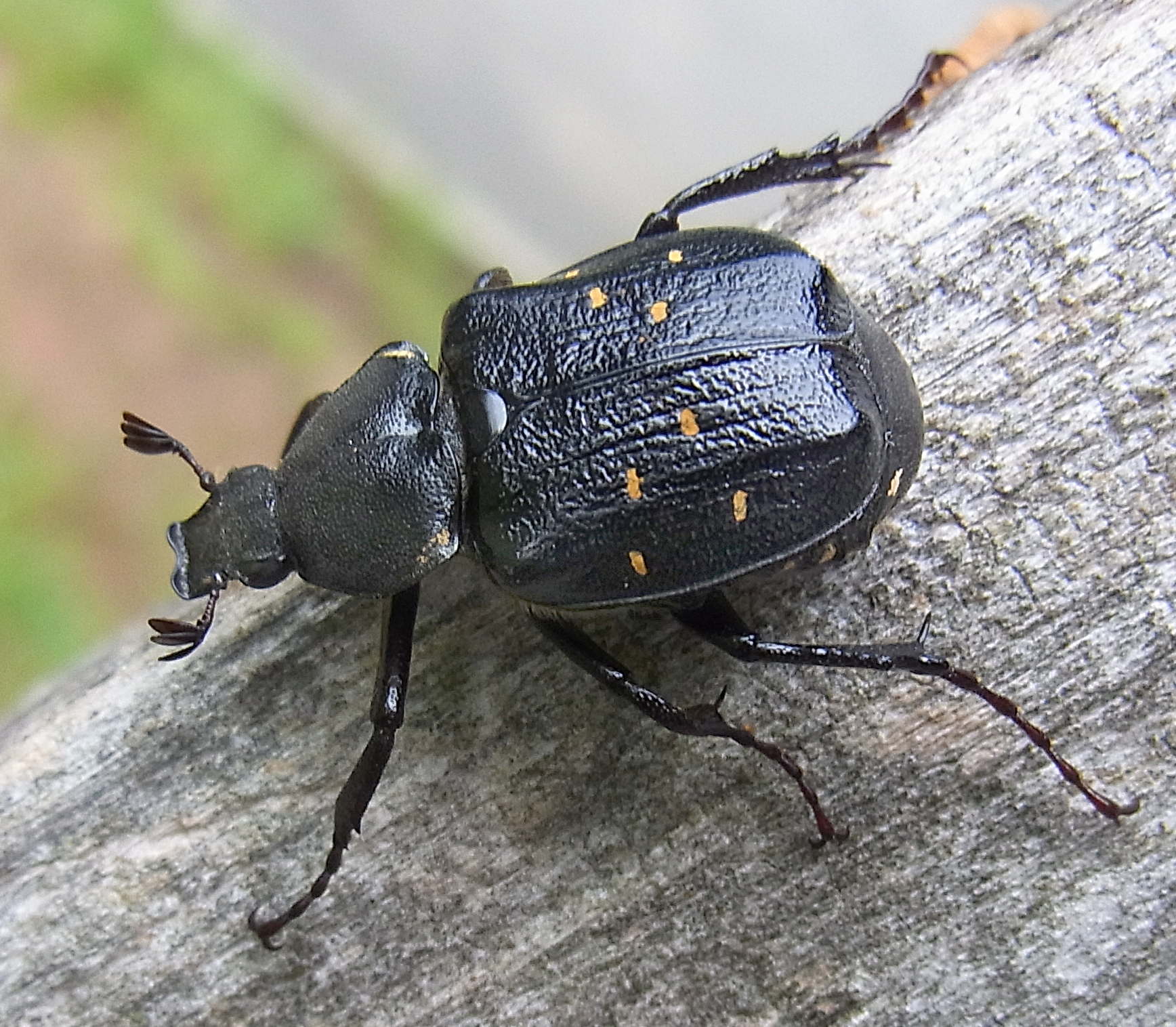